# 大亨铁工厂
大亨铁工厂，是1924年奉系军阀杨宇霆、实业家朱梓明在中国奉天省奉天市投资创办的机器制造工厂，其办公楼旧址位于辽宁省沈阳市大东区大东路178号。工厂现存办公楼建筑、水塔等建筑。大亨铁工厂是沈阳近代民族工业的代表之一。

## 历史沿革
1924年，杨宇霆投资奉大洋57.5万元开办大亨铁工厂，主要生产军需物资如马拉炮车、火车车厢等。1928年，工厂进行扩建、添加铸铁业务并生产铁路、铁桥、起重机等铁制品。1931年，工厂更名位株式会社满洲工厂，改为生产油桶、车辆及矿山机械。辽沈战役后，工厂改为沈阳矿山机器厂。